# Helge Hurum

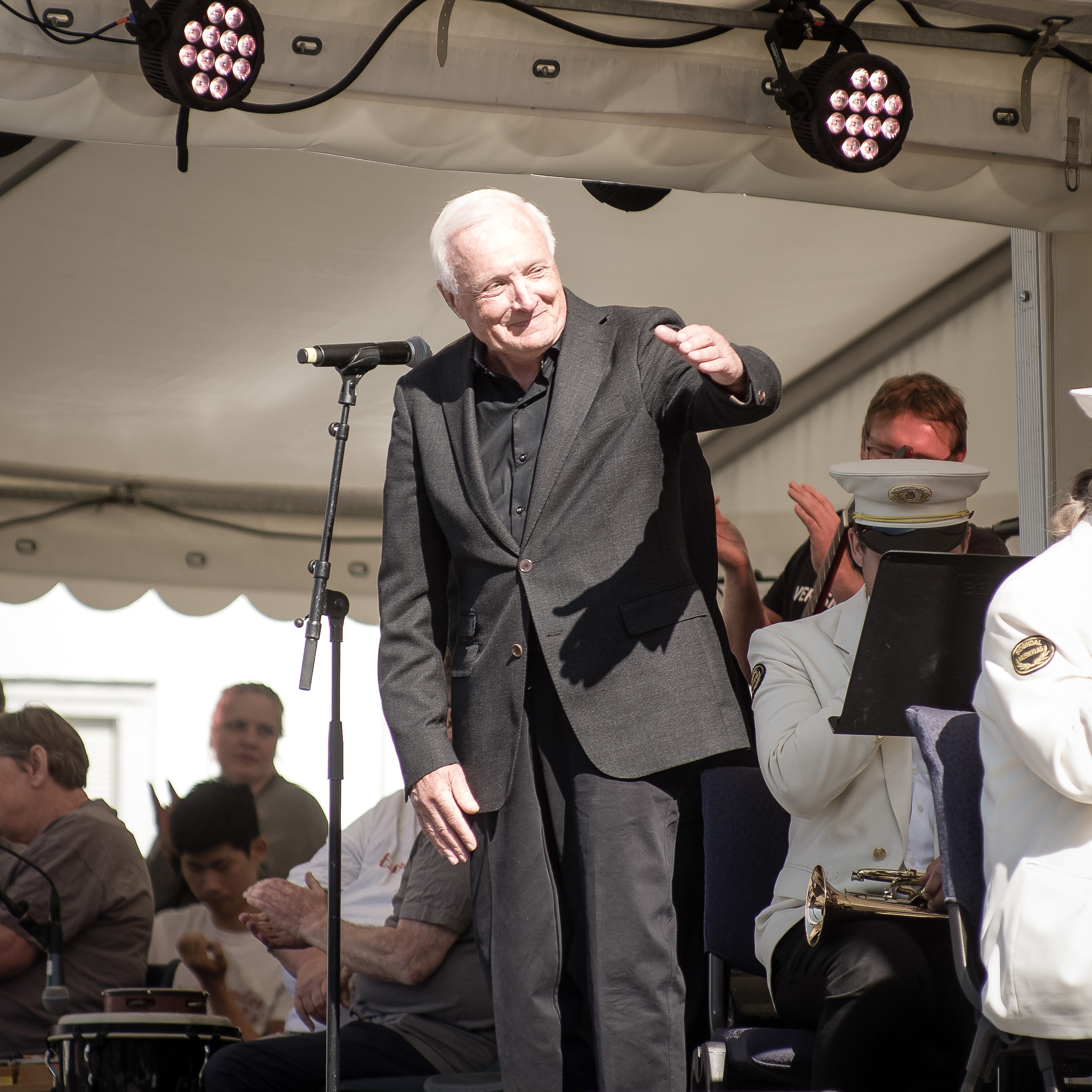
Helge Hurum

Helge Hurum (1 augustus 1936) is een hedendaags Noors componist, dirigent en saxofonist.

## Leven
Hij studeerde van 1960 tot 1965 klarinet, fluit en saxofoon aan het conservatorium te Oslo. Hurum is in Noorwegen ook bekend als lid van verschillende jazz-groepen en vooral als bandleider van de befaamde Big Band Oslo Storband. Van 1969 tot 1974 was hij leider van de Oslo University Big Band en van 1970 tot 1990 leider van de Norwegian Radio Big Band, het Helge Hurum Sextet, van 1965 tot 1970 van de Helge Hurum Big Band en van de Chateau Neuf Big Band. Met deze ensembles voerde hij regelmatig eigen werk uit. Op het Jazzfestival van Montreux in 1970 was hij lid van de Clark Terry Big Band en in 1973 speelde hij in de European Broadcasting Union Big Band zijn werk This time Oslo.
Als componist is Hurum vooral autodidact. Zijn werk is beïnvloed door Gil Evans, Quincy Jones, Maurice Ravel en Anton Bruckner. In de laatste jaren heeft hij ook de Noorse folklore in zijn composities verwerkt. De combinaties van verschillende muzikale stijlen is karakteristiek voor zijn werk.
Tegenwoordig is hij docent voor compositie en saxofoon aan het Conservatory of Music te Oslo en eveneens leider van de Big Band van het Instituut voor muziek en theater van de Universiteit van Oslo.
Naast zijn groot repertoire voor jazzgroepen heeft hij verschillende grote werken gecomponeerd. In 1979 beleefde zijn Concertus ad libitum voor jazzkwintet en symfonieorkest zijn première met het Philharmonisch orkest van Oslo. Een ander werk is Vind fer vide voor gemengd koor en symfonisch blaasorkest. Hij heeft verder een groot aantal werken voor harmonieorkest met en zonder solisten op zijn naam staan. In 1987 werd zijn Ballade for Solo Eb Alto Saxophone and Band onderscheiden met de eerste prijs van de European Broadcasting Union's Competition. De werken Vind fer vide en Canto voor piccolo en strijkorkest werden onderscheiden met de Jaarprijs van de NOPA (Norsk forening for komponister og tekstforfattere).

## Composities

### Werken voor orkest
- 1979 Concertus ad libitum voor jazzkwintet (piano, sopraansax, trompet, bas en percussie) en symfonieorkest

### Werken voor harmonieorkest en brassband
- 1978 Fluxo voor solofluit, solo-xylofoon en harmonieorkest
- 1981 Eventus - 3 episoder for janitsjarorkester voor harmonieorkest en orgel
  1. Expicatio
  2. Sonus
  3. Sulitjelma fantasi
- 1981 Norske bilder voor orgel en harmonieorkest
- 1983 Ballade voor solo Eb altsaxofoon en harmonieorkest
- 1984 Capriccio & Canzone
- 1984 Concita voor orgel en harmonieorkest
- 1986 Trompet kontraster voor trompet en harmonieorkest
- 1988 Norske motiver voor gemengd koor en harmonieorkest
- 1994 Frudalssleppet voor harmonieorkest
- 1994 Hedemarkstoner voor harmonieorkest
- 1995 Skiflyvermarsj - Vikersund  voor harmonieorkest
- 1999 Herkomst - "Skisser fra Biscopsrud" voor harmonieorkest
- 2001 Festiva voor brassband
- Der Elvene Motes voor harmonieorkest
- Folketone - "Det var je' og det var du" voor orgel en harmonieorkest
- Folklore Suite voor gemengd koor en harmonieorkest
- Geithol Befestnings batterimarsj voor harmonieorkest
- Geithol Befestnings Honnørmarsj voor harmonieorkest
- Hornkontraster voor harmonieorkest
- In the Evening - Norwegian Folk tune
- Om kvelden - Folketone fra Hornindal voor orgel en harmonieorkest
- Ninas Vise voor harmonieorkest
- Pulsare voor harmonieorkest
- Springdans voor harmonieorkest
- Skisser for obo voor hobo solo en harmonieorkest
- Tre akter - (Three Acts) voor orgel en harmonieorkest
- Vind fer vide voor gemengd koor en symfonisch blaasorkest

### Kamermuziek
- 1975 Divertimento voor klarinetkwartet
- 1976 Klarinetkontraster voor klarinetkwartet
- 1983 Masaikk Suite voor klarinetkoor
- 1985 Canto voor solo piccolo en strijkkwartet
- 1986 Trumpet Contrasts voor trompet en orgel
- 1989 Brass Scener voor koperkwintet (2 trompetten, hoorn, trombone en tuba)
- 5 Scenes voor klarinetkoor
- Katarinas Psalme voor trompet en orgel

### Werken voor koor
- 1978 Hear Thou our Prayr voor gemengd koor en Big Band
- 1983 Fata morgana voor gemengd koor (SSAATTBB), fluit, hobo, altsax/klarinet, trompet, tenorsax, gitaar, contrabas, drums en piano
- 1988 Norske motiver (Zie "Werken voor harmonieorkest en brassband")
- 1992 Veni sancte spiritus voor gemengd koor en piano
- Folklore (Zie "Werken voor harmonieorkest en brassband")
- Our Day of Praise is Done voor solo sopraan, alt, tenor en bas, gemengd koor en piano
- Vind fer vide (Zie "Werken voor harmonieorkest en brassband")

### Werken voor orgel
- 1981 Eventus - 3 episoder for janitsjarorkester (Zie "Werken voor harmonieorkest en brassband")
- 1981 Norske bilder (Zie "Werken voor harmonieorkest en brassband")
- 1984 Concita (Zie "Werken voor harmonieorkest en brassband")
- Folketone - "Det var je' og det var du" (Zie "Werken voor harmonieorkest en brassband")
- Katarinas Psalme (Zie Kamermuziek)
- Om kvelden - Folketone fra Hornindal (Zie "Werken voor harmonieorkest en brassband")
- Tre akter - (Three Acts) (Zie "Werken voor harmonieorkest en brassband")

### Big Band
- 1976 Ongura uit het televisieprogramma Thursday Tones
- 1978 Hear Thou our Prayr (Zie "Werken voor koor")
- 1996 Balholm
- 1996 Jazz på Svartaberg
- Flazir vanuit het televisieprogramma Intim Impromptu (Improvised Meeting)
- Setermorgen uit het gelijknamige radioprogramma

### Filmmuziek
- 1969 Psychedelica Blues

- Bibsys: 90145094
- International Standard Name Identifier: 0000 0000 5026 4603
- Library of Congress Control Number: nr2003025287
- MusicBrainz: 96fd8b59-fdf9-4b05-b2fd-0eaec77757e2
- Virtual International Authority File: 78723017
- WorldCat: E39PBJxhgHv9hTVrYW89YdxdQq